# Jon Robert Holden
Jon Robert Holden ros. Джон Ро́берт Хо́лден (ur. 10 sierpnia 1976 roku w Pittsburghu) – amerykański koszykarz, grający w reprezentacji Rosji.
20 października 2003 roku prezydent Rosji Władimir Putin wydał dekret, dzięki któremu Holden otrzymał rosyjskie obywatelstwo i mógł grać w reprezentacji tego kraju, było to historycznym wydarzeniem w rosyjskiej koszykówce. Nigdy przedtem w reprezentacji tego kraju nie zagrał bowiem czarnoskóry zawodnik.

## Kariera
Holden urodził się w Pittsburghu, ale na studia wyjechał do Lewisburga, gdzie jest Uniwersytet Bucknell. Po zakończeniu nauki zarządzania nie miał żadnych perspektyw, aby grać w koszykówkę. Za radą matki starał się szukać pracę i tuż przed jedną z rozmów kwalifikacyjnych zadzwonił do niego menedżer, który oznajmił mu, że jest szansa, aby rozpoczął swoją karierę na Łotwie. Namówiony 500 dolarami, które miał otrzymać od agenta za to, że przez cztery dni pokaże się trenerom z Broceni Ryga, zdecydował się przyjechać. Potem wszystko potoczyło się swoim życiem i Holden rozpoczął swoją wielką koszykarską karierę.
Holden od 2003 roku występował w rosyjskim CSKA Moskwa. Zanim trafił do klubu z Moskwy grał, po odejściu z ligi łotewskiej, w belgijskim Telindusie Ostenda i greckim AEK Ateny.
W czerwcu 2011 roku podjął decyzję o zakończeniu kariery.

### Reprezentacja
Holden, po przyjęciu rosyjskiego obywatelstwa, był ważnym ogniwem reprezentacji. Swoją przydatność potwierdził w 2007 roku, prowadząc Rosję do złotego medalu na EuroBaskecie. Rosja z nim w składzie pokonała w Madrycie gospodarzy turnieju 60:59, a J.R miał wielki wkład w ten sukces.
Najpierw na niecałe dwie minuty przed końcem, kiedy Hiszpanie prowadzili 57:54, Holden niepotrzebnie sfaulował przy rzucie Pau Gasola, który z faulem trafił na 59:54. Rzutu wolnego jednak nie wykorzystał, a Rosjanie w przeciągu minuty doprowadzili do stanu 59:58. Na trzydzieści sekund przed końcem piłkę w rękach miał Gasol, ale będąc pod samym koszem Rosjan dał sobie w ostatniej chwili w wybić piłkę Holdenowi, który ją przejął, a kilkanaście skund później oddał ostatni celny rzut w tym meczu. Rosjanie na trzy sekundy przed końcem spotkania prowadzili, dzięki niemu, 60:59. A Hiszpanie, mimo że wzięli czas, nie zdołali odpowiedzieć koszem.
Tego samego dnia, 16 września 2007 roku, kiedy odbywał się finał Mistrzostw Europy w koszykówce w Madrycie pomiędzy Hiszpanią i Rosją, to w Moskwie te same nacje rywalizowały ze sobą w finale Mistrzostw Europy w siatkówce. W obu przypadkach faworyci przegrali swoje spotkania - w koszykówce triumfowała Rosja, a w siatkówce Hiszpania.

## Osiągnięcia
Reprezentacja
- mistrzostwo Europy w 2007
- 8 miejsce na mistrzostwach Europy w 2005
- 9 miejsce na Igrzyskach Olimpijskich w Pekinie w 2008

Klubowe
- Broceni Ryga
  -  mistrz Łotwy w 1999
- Telindus Ostenda
  -  mistrz Belgii w 2001
  - zdobywca Pucharu Belgii w 2001
- AEK Ateny
  -  mistrz Grecji w 2002 (AEK sięgnęło po tytuł po 32 latach przerwy)
- CSKA Moskwa
  -  mistrz Euroligi w 2006, 2008
  -  mistrz Rosji w 2003, 2004, 2005, 2006, 2007, 2008, 2009
  - zdobywca Pucharu Rosji w 2005, 2006, 2007
  - zdobywca Pucharu VTB United League[9][10] w 2009, 2010
  - finalista Pucharu Rosji w 2003, 2004, 2008
  - Final Four Euroligi 2003, 2004, 2005, 2006, 2007, 2008, 2009
  - Finał Euroligi w 2006, 2007, 2008, 2009

Indywidualne
- Najlepszy zawodnik ligi rosyjskiej 2003
- MVP Final Four VTB United League w 2009
- Pierwsza piątka ligi łotewskiej w 1999
- Uczestnik meczu gwiazd ligi:
  - belgijskiej 2001
  - rosyjskiej 2011[11]
  - greckiej 2003
- Lider:
  - strzelców finałów Euroligi (2009)
  - w asystach ligi łotewskiej (1999)